# Nuévalos (kommunhuvudort)
Nuévalos är en kommunhuvudort i Spanien.   Den ligger i provinsen Provincia de Zaragoza och regionen Aragonien, i den centrala delen av landet, 180 km nordost om huvudstaden Madrid. Nuévalos ligger 718 meter över havet och antalet invånare är 384.
Terrängen runt Nuévalos är huvudsakligen kuperad, men åt nordväst är den platt. Nuévalos ligger nere i en dal. Runt Nuévalos är det mycket glesbefolkat, med 2 invånare per kvadratkilometer. Närmaste större samhälle är Calatayud, 19,9 km nordost om Nuévalos. Omgivningarna runt Nuévalos är i huvudsak ett öppet busklandskap.